# Montchenu
 Montchenu  es una población y comuna francesa, en la región de Ródano-Alpes, departamento de Drôme, en el distrito de Valence y cantón de Saint-Donat-sur-l'Herbasse.

## Demografía
| 511 | 455 | 386 | 381 | 389 | 456 |
| Para los censos de 1962 a 1999 la población legal corresponde a la población sin duplicidades (Fuente: INSEE [Consultar]) |     |     |     |     |     |